# Francesca Cosi
Francesca Cosi (San Pietro in Casale, 27 marzo 2000) è una pallavolista italiana, centrale del Pinerolo.

## Carriera

### Club
La carriera di Francesca Cosi inizia nella stagione 2016-17 in Serie B1 con il Pool Piave; nella stagione 2018-19 si trasferisce al Marsala, in Serie A2: milita nella stessa divisione anche per il campionato 2019-20 con la Trentino Rosa, vincendo la Coppa Italia di categoria, in quello 2020-21 con l'Adolfo Consolini e in quello 2021-22 con l'Helvia Recina, con cui conquista la promozione in Serie A1, categoria che disputa con lo stesso club nella stagione successiva.
Nell'annata 2023-24 viene ingaggiata dal Pinerolo, sempre in Serie A1.

## Palmarès

### Club
- Coppa Italia di Serie A2: 1

2019-20